# Bataille de Dyrrachium (48 av. J.-C.)
Pour les articles homonymes, voir Bataille de Dyrrachium.
Guerre civile de César
Batailles
- Marseille (navale)
- Ilerda
- Bagradas
- Marseille (siège)
- Dyrrachium
- Pharsale
- Alexandrie
- Ruspina
- Thapsus
- Munda

La bataille de Dyrrachium (ou Dyrrhachium) opposa le 10 juillet 48 av. J.-C. César et Pompée. Elle fait partie d'une série d'affrontements entre les deux généraux qui culminèrent lors de la bataille de Pharsale, un mois plus tard.

## Contexte
César était victorieux en Espagne, mais ses lieutenants avaient eu moins de succès en Afrique et sur les bords de la mer Adriatique. Il prit donc la conduite des opérations et attaqua directement Pompée. Il amena 15 000 hommes (parmi lesquels les légions qui prirent plus tard le nom de IX Hispana et IV Macedonica) d'Espagne à Brundisium (Brindisi en Italie du Sud).

## Déroulement
La flotte pompéienne commandée par Bibulus verrouillait la mer Adriatique. Profitant d'une surveillance relâchée en raison de la saison hivernale, César fit traverser un premier contingent ; ses troupes débarquèrent dans la région de l'Épire le 4 janvier 48 av. J.-C. et occupèrent les villes d'Oricum et d'Apollonia. À l'approche de Pompée, César préféra éviter l'affrontement en ligne, car il était en infériorité numérique trop grande.
Bibulus étant décédé de mort naturelle et le danger étant moindre, des renforts purent arriver de Brundisium sous le commandement de Marc Antoine.
Se dirigeant vers le nord en direction de Dyrrachium, César y découvrit Pompée retranché avec 45 000 hommes. Ce dernier n'engagea pas le combat et installa son camp sur une colline proche de Dyrrachium. Sa flotte contrôlait l'Adriatique et le ravitaillait sans difficulté tandis que les forces de César qui assiégeaient son camp, souffraient bientôt de la faim,.
Les escarmouches se multiplièrent autour du camp de Pompée. Lors d'une tentative nocturne contre Dyrrachium, César fut surpris par une contre-attaque vigoureuse. Pompée débarqua des soldats derrière les retranchements avancés de César et les attaqua des deux côtés. Les unités de César rompirent le combat en désordre et avec de lourdes pertes, malgré les efforts de César pour empêcher les fuyards. Pompée n'exploita pas son succès, et laissa les césariens regagner leur camp. Selon César : « La victoire était aujourd'hui assurée aux ennemis, si leur chef avait su vaincre. »
À court de vivres, César fit retraite vers la Thessalie et Pompée se lança à sa poursuite. Leurs troupes s'affrontèrent lors de la bataille de Pharsale.